# Léider Berdugo
Leider Sebastián Berdugo Ruiz (Malambo, Atlántico, Colombia, 19 de febrero de 2002) es un futbolista colombiano. Juega como centrocampista y su equipo actual es el Barranquilla F. C. de la Categoría Primera B de Colombia.

## Trayectoria

### Junior de Barranquilla
El 6 de mayo de 2021 debutó como profesional a la edad de 19 años en el empate 1-1 entre Junior y Fluminense en el marco de la Copa Libertadores. 

## Clubes
| Club               | País     | Año            |
| ------------------ | -------- | -------------- |
| Junior             | Colombia | 2021           |
| Barranquilla F. C. | Colombia | 2022           |
| Junior             | Colombia | 2023-2025      |
| Barranquilla F. C. | Colombia | 2025-presente. |

## Estadísticas
| Club                       | Div.          | Temporada     | Liga  | Liga  | Liga   | Copa  | Copa  | Copa   | Internacional | Internacional | Internacional | Total | Total | Total  |
| Club                       | Div.          | Temporada     | Part. | Goles | Asist. | Part. | Goles | Asist. | Part.         | Goles         | Asist.        | Part. | Goles | Asist. |
| -------------------------- | ------------- | ------------- | ----- | ----- | ------ | ----- | ----- | ------ | ------------- | ------------- | ------------- | ----- | ----- | ------ |
| Junior · Colombia          | 1.ª           | 2021          | 2     | 0     | 0      | -     | -     | -      | 1             | 0             | 0             | 3     | 0     | 0      |
| Junior · Colombia          | 1.ª           | 2023          | 9     | 0     | 1      | -     | -     | -      | -             | -             | -             | 9     | 0     | 1      |
| Junior · Colombia          | 1.ª           | 2025          | 2     | 0     | 0      | -     | -     | -      | -             | -             | -             | 2     | 0     | 0      |
| Junior · Colombia          | Total club    | Total club    | 13    | 0     | 1      | 0     | 0     | 0      | 1             | 0             | 0             | 14    | 0     | 1      |
| Barranquilla FC · Colombia | 2.ª           | 2022          | 29    | 3     | 7      | 2     | 0     | 0      | -             | -             | -             | 31    | 3     | 7      |
| Barranquilla FC · Colombia | 2.ª           | 2025          | 5     | 2     | 2      | -     | -     | -      | -             | -             | -             | 5     | 2     | 2      |
| Barranquilla FC · Colombia | Total club    | Total club    | 34    | 5     | 9      | 2     | 0     | 0      | 0             | 0             | 0             | 36    | 5     | 9      |
| Total carrera              | Total carrera | Total carrera | 47    | 5     | 10     | 2     | 0     | 0      | 1             | 0             | 0             | 50    | 5     | 10     |

## Palmarés

### Títulos nacionales
| Título              | Equipo | País     | Año     |
| ------------------- | ------ | -------- | ------- |
| Categoría Primera A | Junior | Colombia | 2023-II |